# Jamno (jezioro w powiecie wałeckim)
Jamno – jezioro w woj. zachodniopomorskim, w pow. wałeckim, w gminie Człopa, leżące na terenie Równiny Drawskiej.
Wody jeziora są połączone ciekiem z jeziorem Płoć i jeziorem Zdroje.

## Dane morfometryczne
Powierzchnia zwierciadła wody według różnych źródeł wynosi od 25,0 ha przez 27,6 ha do 30,84 ha.
Zwierciadło wody położone jest na wysokości 60,2 m n.p.m. lub 60,6 m n.p.m. Średnia głębokość jeziora wynosi 3,5 m, natomiast głębokość maksymalna 9,2 m.
Zwierciadło wody położone jest na wysokości 60,2 m n.p.m. lub 60,6 m n.p.m. Średnia głębokość jeziora wynosi 3,5 m, natomiast głębokość maksymalna 9,2 m.

## Hydronimia
Według urzędowego spisu opracowanego przez Komisję Nazw Miejscowości i Obiektów Fizjograficznych (KNMiOF) nazwa tego jeziora to Jamno. W różnych publikacjach i na mapach topograficznych jezioro to występuje pod nazwą Gomolno lub Gamel.